# Audeghem
Cet article possède un paronyme, voir Auderghem.
Audeghem (en néerlandais : Oudegem) est une section et un village de la ville belge de Termonde dans le Denderstreek situé en Région flamande dans la province de Flandre-Orientale. C'était une commune à part entière avant la fusion des communes de 1977.

## Démographie

### Évolution démographique
- Sources : INS, Rem. : 1831 jusqu'en 1970 = recensements, 1976 = nombre d'habitants au 31 décembre[2].

- Sources : INS, Rem. : 1831 jusqu'en 1970 = recensements, 1976 = nombre d'habitants au 31 décembre[2].

## Transport
- Gare d'Oudegem

## Personnalités liées à Audeghem
- Johanna Courtmans-Berchmans (1811-1890), écrivain